# Прокопий (Цакумакас)
Митрополит Прокопий (греч. Μητροπολίτης Προκόπιος, в миру Михаил Цакума́кас греч. Μιχαήλ Τσακουμάκας; 1 января 1939, Вуно, Хиос — 29 июля 2017, Тасос, Греция) — епископ Элладской православной церкви (и одновременно Константинопольской православной церкви); митрополит Филиппский (1974—2017).

## Биография
Родился 1 января 1939 года в селе Вуно на острове Хиос в Греции. В 1958 году окончил церковное училище в Коринфе, а в 1963 году богословскую школу Афинского университета.
15 апреля 1960 году митрополитом Коринфским Прокопием (Дзаварасом) рукоположен в сан диакона. 29 августа 1965 году митрополитом Калавритским Георгием (Пацисом) в — сан иерея. Служил в Коринфской митрополии в качестве проповедника, а также три года преподавал в Коринфском духовном училище.
В 1974 году избран для рукоположения в сан епископа для Филиппской митрополии. 15 июня 1974 года в соборе святого Павла состоялась его интронизация.
Скончался 29 июля 2017 года после сердечного приступа на пляже в Тасосе.